# Ugo Da Como
Ugo Da Como (Brescia, 16 marzo 1869 – Lonato, 5 settembre 1941) è stato un politico italiano.

## Biografia[1]

### La giovinezza
Ugo Da Como nacque il 16 marzo del 1869 da genitori appartenenti al ceto commerciale della ricca borghesia bresciana. Il padre, Giuseppe (1842 - 1886), laureatosi in Matematica all'Università degli Studi di Pavia, era ingegnere e insegnava geometria pratica e costruzioni presso l'Istituto Tecnico Niccolò Tartaglia di Brescia. Scrisse pure numerosi componimenti poetici di impronta carducciana ed ebbe un ruolo attivo nella vita cittadina, animatore tra l'altro de "La squilla", periodico d'ambiente positivistico - socialista. La madre, Fanny Biseo, viene descritta come una donna colta e raffinata, proveniente da una famiglia di convinte idee repubblicane e socialiste.
Ugo Da Como, fin da fanciullo, fu a contatto con personalità della cultura bresciana come Filippo Ugoni, Gabriele Rosa, Giuseppe Cesare Abba.
Compì gli studi al Liceo di Brescia, dove si distinse fra i primi e dove vinse il Premio per un carme ai Caduti della Patria da recitare al Vantiniano, in una solenne commemorazione delle Dieci Giornate.
Ancora studente fu tra i promotori e segretario del Comitato Generale della “Dante Alighieri” e nel 1891 collaborò alla “La Squilla”, giornale repubblicano radicale ispirato da Gabriele Rosa.
Contemporaneamente fu capace sostenitore del Consolato Operaio.
La famiglia Da Como, permeata di spirito risorgimentale, faceva parte degli stretti sostenitori gi Giuseppe Zanardelli (1826 - 1903), figura determinante per la formazione del giovane Ugo che si laureò prestissimo in Giurisprudenza a Roma ed entrò così, immediatamente, nello studio legale di Zanardelli divenuto ormai un personaggio di statura nazionale. Allo statista si deve l'iniziazione politica di Ugo Da Como che decise quindi di non seguire la propria naturale vocazione agli studi umanistici e all'insegnamento.
Frequentando i maggiori esponenti dell'alta borghesia bresciana di fede zanardelliana Ugo Da Como ebbe modo di conoscere Francesco Glisenti, titolare di una delle più floride industrie metallurgiche della Valtrompia. Nel 1890 lo stesso Re Umberto I di Savoia visitò gli stabilimenti di Villa Carcina. Maria, la figlia più giovane del Glisenti sposò, di lì a quattro anni il promettente Ugo Da Como; i coniugi fissarono la propria dimora a Brescia, nell'elegante palazzo di Corso Palestro 50.

### La carriera politica

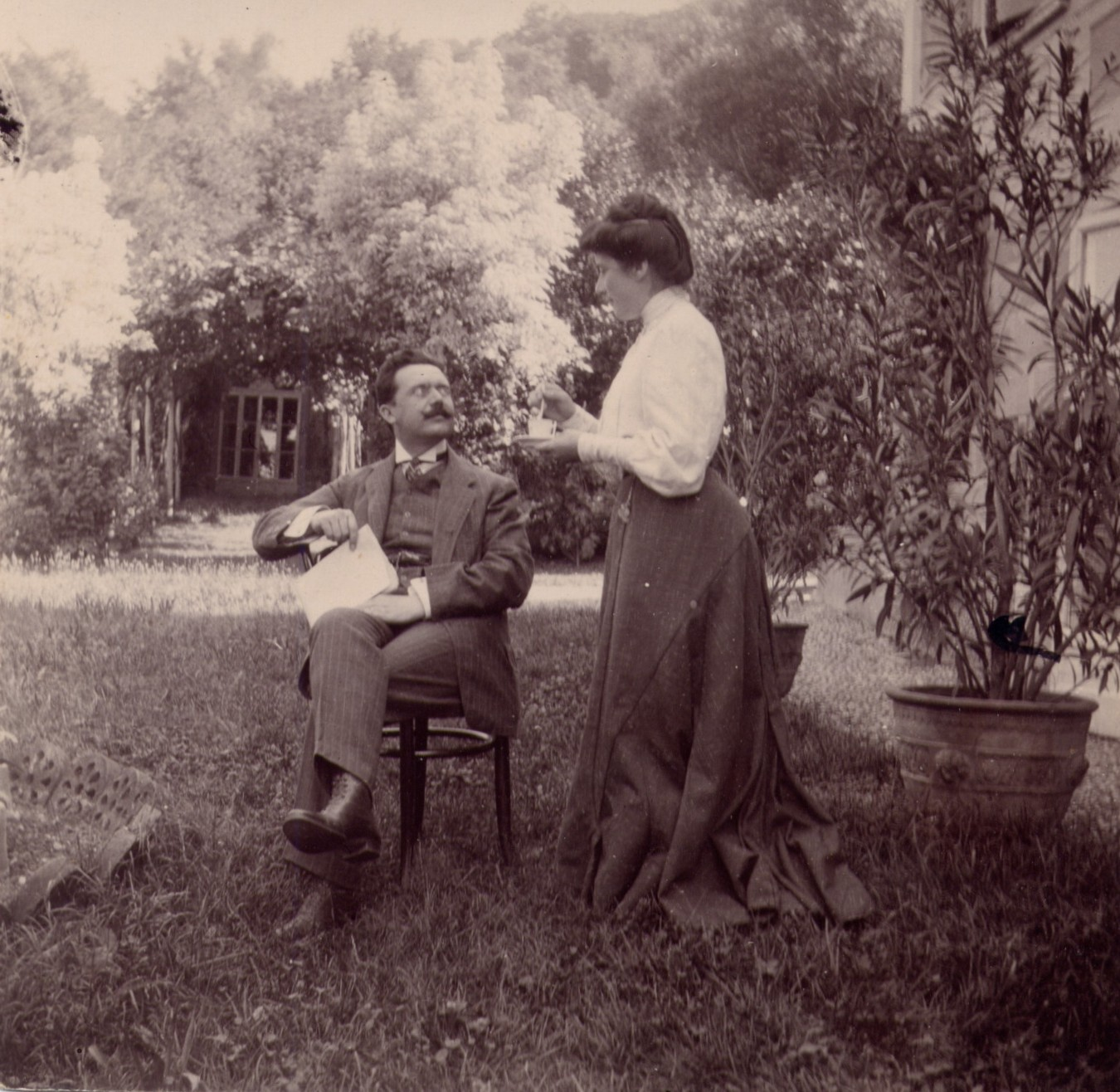
Ugo Da Como e Maria Glisenti, 1905

#### 1893-1904
Il 5 marzo 1893 venne nominato socio dell'Ateneo di Brescia all'interno del quale lesse una memoria sulla Repubblica di Falea che indagava i rapporti fra le prime forme di stato socialista ideato dai filosofi greci e il socialismo moderno.
Nel novembre 1899 era già candidato alle elezioni politiche nel collegio di Lonato, riuscendo eletto come deputato nelle elezioni del 1904 e nelle seguenti fino al 1919.
Nel 1892 a 23 anni fu Assessore del Comune di Brescia, membro effettivo della Giunta provinciale amministrativa. Fu in questa veste che riuscì a risolvere l'annoso contenzioso tra l'Amministrazione cittadina e gli eredi del conte Paolo Tosio, determinati ad invalidare il legato qualora le raccolte del loro congiunto fossero state sottratte alla casa ad esse destinata e parimenti donata alla municipalità dal collezionista. Il Comune, trovandosi nella necessità di esporre altre opere d'arte in un'unica più adeguata sede espositiva, identificò nel palazzo Martinengo da Barco il luogo più adatto allo scopo. Qui avrebbero trovato una comune collocazione le raccolte Tosio, quelle Martinengo, unitamente a quelle progressivamente donate da altri collezionisti. L'assessore Da Como, abile avvocato, giunse brillantemente all'accordo che permise la creazione della nuova pinacoteca civica bresciana.
Va inoltre segnalato che fu sempre merito del Da Como l'acquisizione da parte del Comune di nove strappi da affreschi dell'artista bresciano Floriano Ferramola eseguiti per palazzo Calini. Temendone la dispersione sul mercato antiquario e lamentando che il riquadro del medesimo ciclo pittorico raffigurante la giostra tenutasi a Brescia nel 1497 in onore di Caterina Cornaro avesse ormai raggiunto le sale del Victoria and Albert Museum di Londra, trovò la maniera di assicurare quelle opere ai Musei Civici Bresciani.

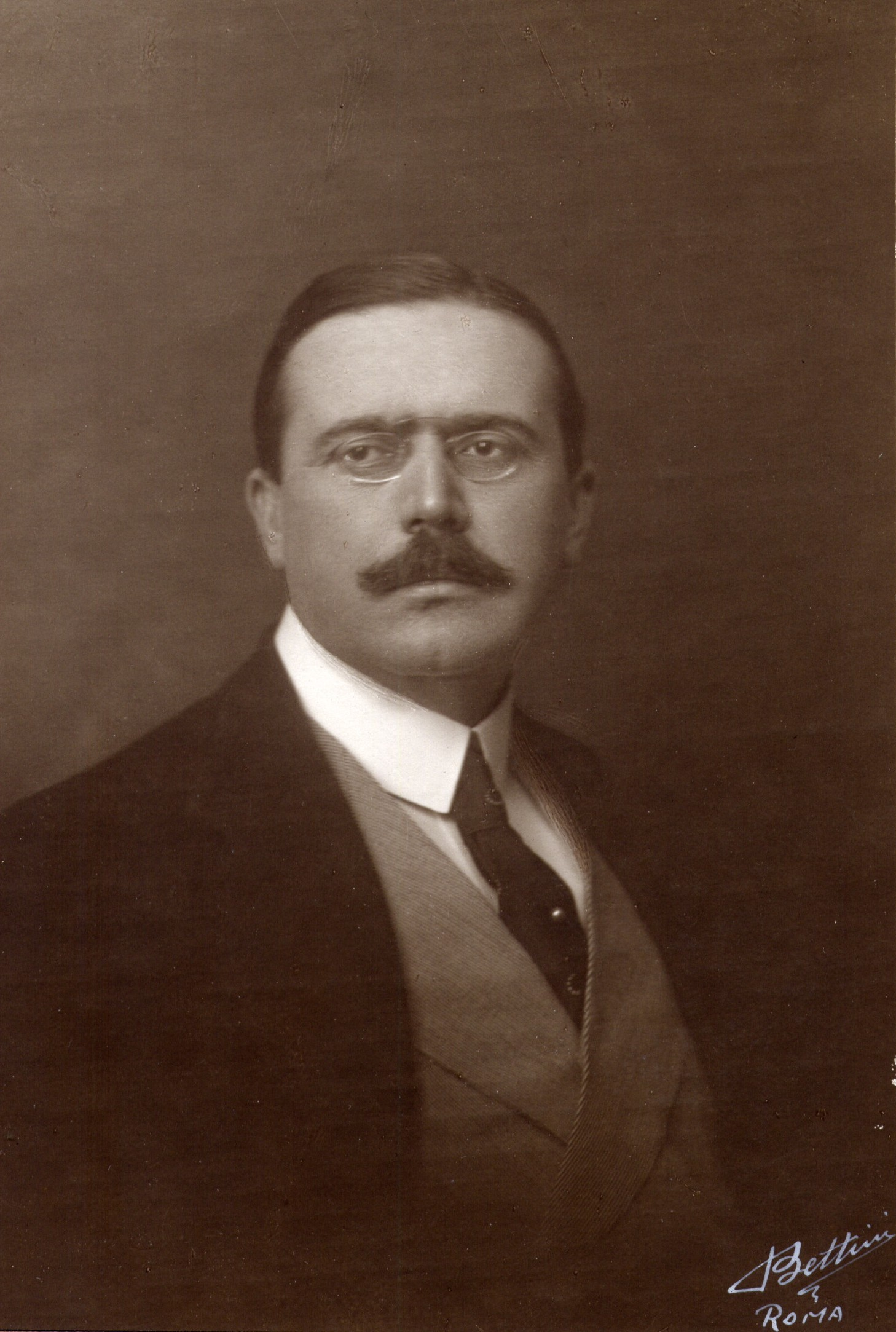
Ugo Da Como, 1914

Consapevole della straordinaria importanza che palazzo Tosio aveva avuto nella vita sociale e culturale bresciana dell'Ottocento, Da Como riuscì nel 1909 a farlo destinare dal Comune di Brescia a sede dell'Ateneo di Scienze Lettere e Arti, nobile consesso cittadino del quale, dal 1908, egli fu più volte Presidente e per il quale venne creata nel 1933 la carica di Presidente Onorario in considerazione dei suoi alti meriti.

#### 1904-1913
Una svolta decisiva nella politica di Ugo Da Como avvenne nel 1904 quando fu eletto al Parlamento come deputato per il Collegio elettorale di Lonato. Ad un anno dalla scomparsa di Giuseppe Zanardelli egli veniva considerato il più brillante continuatore degli ideali liberali zanardelliani. Alla Camera, nelle legislature XXII, XIII e XXIV, sino al 1919, fece parte della sinistra costituzionale. Da questo momento, tanto a Roma quanto a Brescia, l'onorevole Da Como profuse moltissime energie per il miglioramento delle istituzioni pubbliche, senza mai abbandonare l'attenzione nei confronti delle classi sociali più disagiate. Oltre a fondare l'associazione bresciana "L'amico del popolo", creata per offrire assistenza legale gratuita ai più bisognosi, prese parte all'istituzione del Consorzio operaio e della Casa di cultura popolare, dimostrazioni eloquenti di quanto gli ideali del pensiero liberal-democratico zanardelliano ispirassero l'operato di Ugo Da Como.
L'attenzione e la sensibilità dimostrata nei confronti dell'insegnamento - si fece promotore nel 1907 di una nuova proposta di legge che avrebbe dovuto riformare gli esami delle scuole elementari e medie - caratterizzano particolarmente l'attività politica del Da Como, tanto che Giovanni Giolitti gli offrì nel 1911 il Sottosegretariato all'Istruzione che però egli non accettò.

#### 1914-1922
Dopo essere stato rieletto Deputato del Collegio di Lonato, nel 1914 prese parte al primo Governo di Antonio Salandra come Carcano e Luigi Rava, allora responsabile del Dicastero delle Finanze. Nello stesso 1914 assunse, nel secondo Governo Salandra, il Sottosegretariato al Tesoro, carica confermata anche nel successivo Governo di Paolo Boselli, con il quale intrattenne sempre frequenti rapporti di stima e amicizia.
All'inizio della Guerra, i profondi sentimenti nazionalistici lo portarono ad aderire al movimento interventista, divenendo Presidente onorario del "Comitato di preparazione bresciano".
Come Sottosegretario al Tesoro Ugo Da Como curò in prima persona la liquidazione delle pensioni di guerra e raggiunse il Fronte per il controllo delle Casse militari.
La caduta del Ministero Boselli nel 1917 e la conseguente mutazione dello scenario politico lo indussero a prendere le distanze da una diretta partecipazione al Governo, tanto da rifiutare il Sottosegretariato ai Trasporti e quello all'Industria che lo avrebbero reso partecipe del Ministero di Vittorio Emanuele Orlando. Non mancò comunque di prendere parte attivamente alla Commissione di studio istituita appositamente per la risoluzione delle questioni giuridiche, amministrative e sociali che la fine del conflitto bellico implicava.

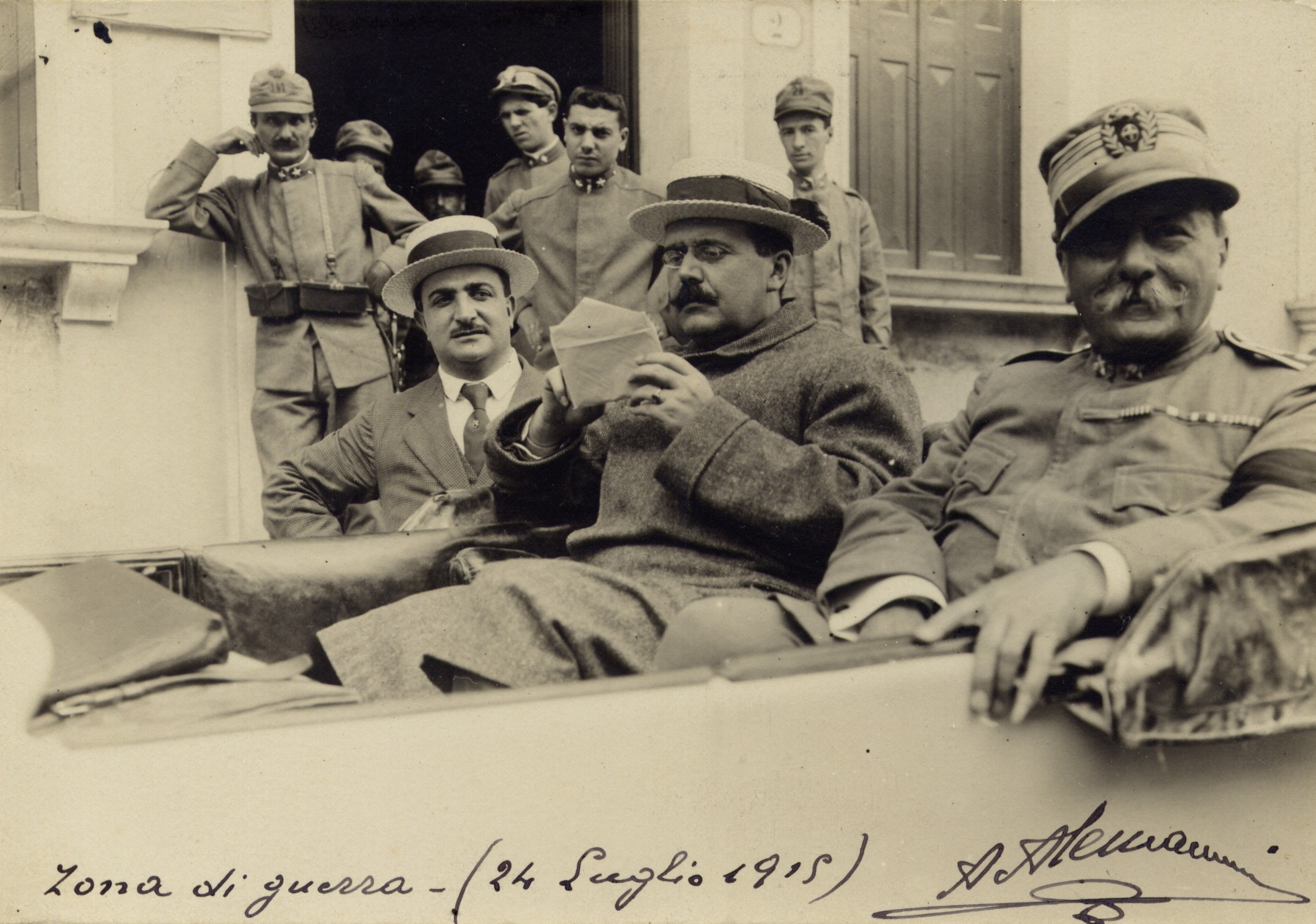
Ugo Da Como, Sottosegretario al tesoro, 24 luglio 1915

Solo con la nuova presidenza del Consiglio di Francesco Saverio Nitti Ugo Da Como riconfermò nel 1919 la propria disponibilità ad aderire al Governo, assumendo il Dicastero per l'assistenza militare e le pensioni di guerra. In qualità di Ministro egli aprì la terza Conferenza interalleata per l'assistenza agli invalidi di guerra.
In occasione delle elezioni politiche del 1919 Ugo Da Como non venne eletto avendo trascurato la campagna elettorale - in quegli anni ancora più determinante in considerazione della scomparsa dei collegi uninominali - a causa degli impegni assunti dal suo Ministero in grado oramai di liquidare anche oltre mille pensioni al giorno.
Fu così che il Ministro Da Como rassegnò le dimissioni.

#### 1922-1924
Questi accadimenti segnarono un cambiamento nella sua vita. L'anno successivo venne nominato Senatore e nel 1922 si espresse pubblicamente, con un gruppo di altri Senatori quali Vittorio Scajola, Luigi Rava, Baldassarre Castiglioni, contro l'impegno dissennato dei decreti-legge che avrebbe rischiato di favorire una maggiore ingerenza del Governo a scapito del Parlamento.

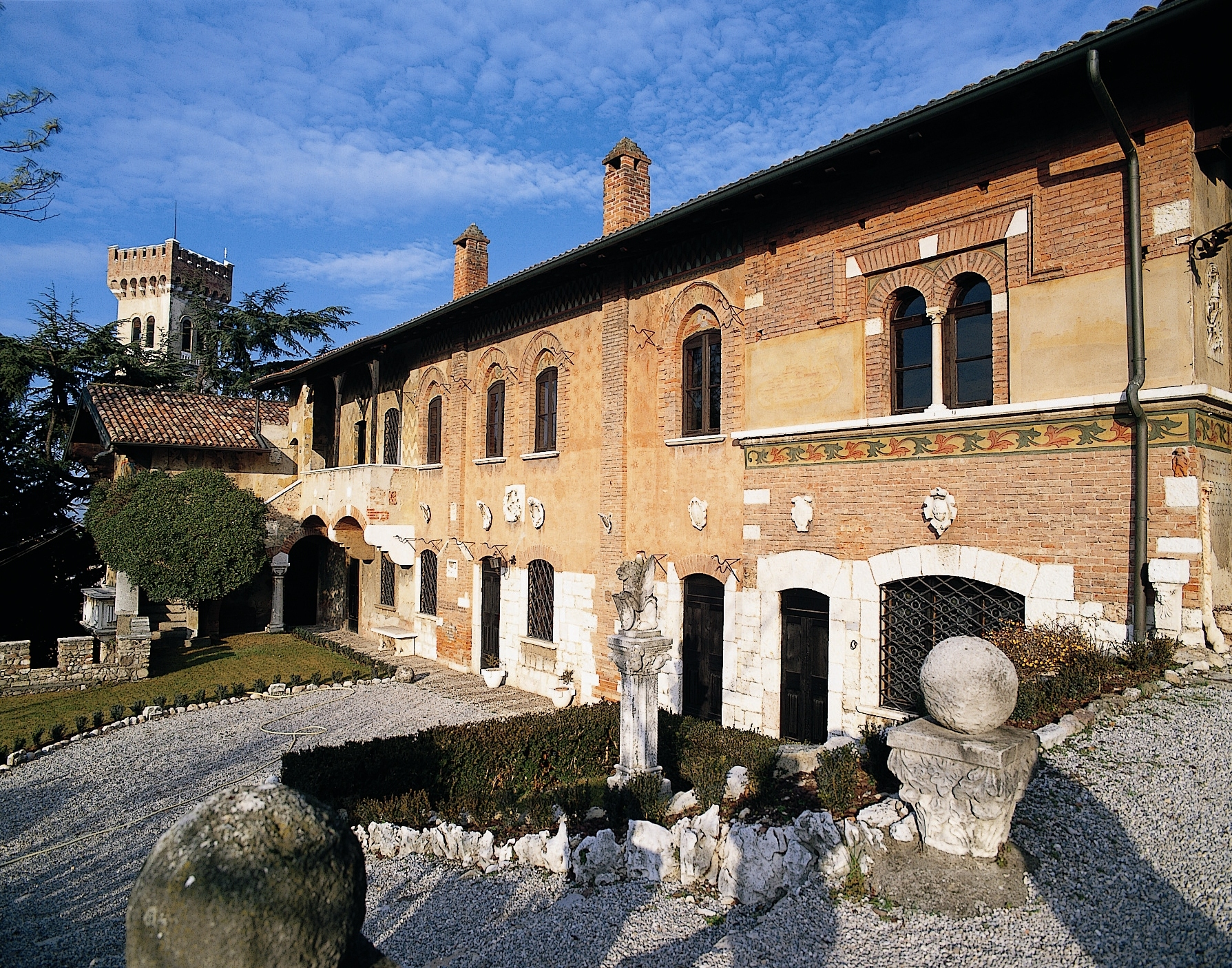
La facciata dai giardini interni della Casa del Podestà, Lonato del Garda

Ugo Da Como occupò tra il 1923 e il 1925 la carica di Presidente della Cassa Nazionale per le Assicurazioni Sociali, istituzione che evolverà in seguito nell'Istituto Nazionale di Previdenza Sociale. Ben presto giunsero altri importanti riconoscimenti, anche dagli ambienti culturali: nel 1922 fu membro della Reale Accademia dei Lincei nella Commissione per gli Atti delle Assemblee Costituzionali, oltre che nel Consiglio centrale della Società Dante Alighieri; nel 1924 entrò nel Comitato per la Storia del Risorgimento.
Nello stesso 1924 Ugo Da Como rifiutò l'invito di Mussolini a rimanere all'interno della vita politica in qualità di Ministro dell'Economia Nazionale.

## La "Cittadella di cultura" a Lonato
Dalla metà degli anni venti Ugo Da Como si rivolse con sempre maggior conforto agli studi, puntando soprattutto ad indagare aspetti poco noti del Risorgimento, del quale fissava le origini negli ideali della fine del Settecento, in quelle Albe bresciane di redenzioni sociali che avrebbero portato alla costituzione della cosiddetta "repubblica bresciana" del 1797.

Lo studio indefesso trovava nella casa di Lonato il luogo più adatto per esprimersi. Le ampie sale riccamente decorate con antiche suppellettili, secondo il gusto imperante tipico dell'alta borghesia italiana e la grandiosa biblioteca costituivano l'ambientazione ideale per Ugo Da Como, definito propriamente da Emilio Omodei uno storiografo esteta.

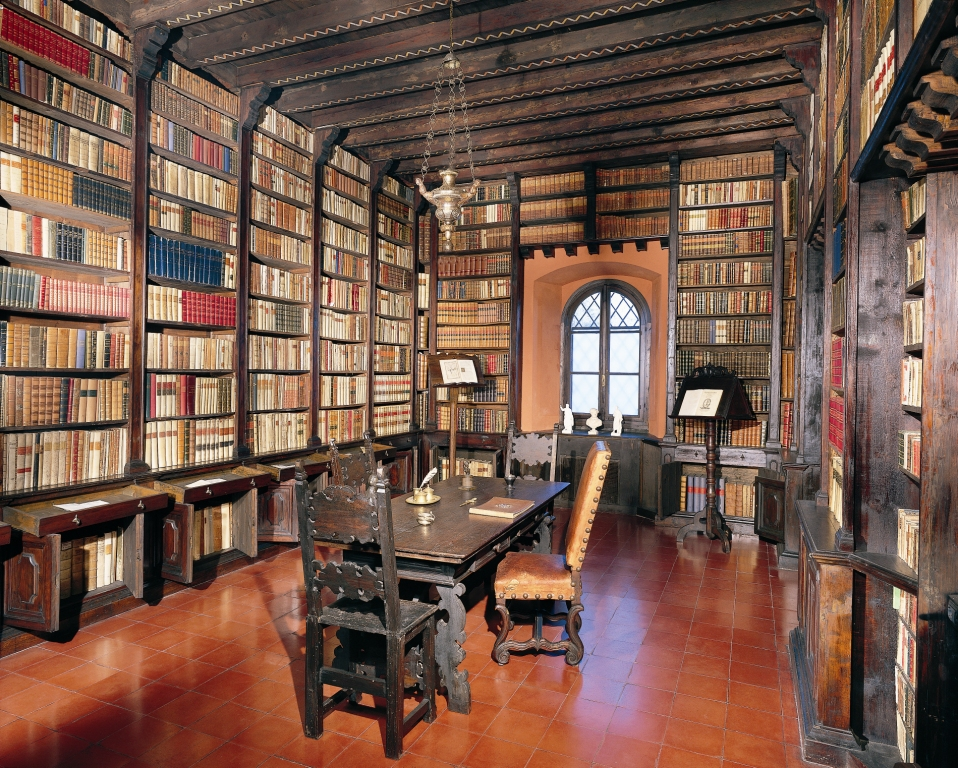
La sala Bresciana della Biblioteca, Casa del Podestà, Lonato del Garda

I possedimenti di Lonato, estesissimi sino a comprendere già dal 1920 la grandiosa Rocca di origini medievali, definivano come il Senatore stesso amava dire una Cittadella di cultura.
Creatosi un nido di memorie e di studi nella Casa del Podestà di Lonato, da lui ricostruita grazie alla collaborazione dell'architetto bresciano Antonio Tagliaferri e arricchita di tesori artistici e di una bellissima e preziosa Biblioteca, vi trascorse la maggior parte del suo tempo insieme alla moglie Maria Glisenti, salvo gli inverni passati a Roma in archivi e biblioteche.
La sua particolare bibliofilia permise la costituzione di una delle raccolte librarie private più importanti dell'Italia settentrionale che conta oltre 50.000 volumi databili a partire dal XII secolo. Fu anche in questo campo la sua attenta considerazione delle classi sociali meno fortunate a distinguere la sua opera: creò infatti una biblioteca popolare intitolata al padre Giuseppe Da Como, pensata per incentivare la cultura nei ceti meno abbienti. 
Nella Casa di Lonato inoltre scrisse le sue opere migliori, da quelle di carattere locale sugli "Umanisti del secolo XV, a Lonato", a quella su Girolamo Muziano, fino all'opera sulla "Repubblica Bresciana" e alla poderosa ricerca in quattro grossissimi volumi sui "Comizi nazionale di Lione", assieme ad altre monografie sempre documentate e finemente scritte. 

Tutte le ricche raccolte di manoscritti, di incunaboli, assieme alla Biblioteca e alle cose d'arte furono poi destinate, per testamento, alla Fondazione Ugo Da Como, riconosciuta nel 1942, che porta il suo nome. Nel testamento del 21 aprile 1929 egli dispose che le intere, cospicue, proprietà divenissero patrimonio di un "Ente Autonomo"...
... che abbia per iscopo di giovare, con le mie raccolte d'arte e di storia, coi libri, gli incunaboli, i codici, i manoscritti, agli studi, svegliando nei giovani l'amore alle conoscenze: nello stesso tempo restando a decoro del Comune un luogo degno di essere visitato e che potrà trarre degli ospiti al paese che mi fu caro.
Ugo Da Como impiegò il resto della sua vita a perfezionare questo suo progetto prodigandosi giorno dopo giorno nella ricerca di nuovi oggetti, codici, incunaboli, manoscritti, testimonianze di storia bresciana, senza mai tralasciare gli studi amatissimi.
Ugo Da Como morì nel 1941 nella sua prediletta casa di Lonato, assistito dalla moglie Maria. Il suo carattere austero, schivo e poco incline alle celebrazioni lo indusse a disporre l'annuncio della sua morte solo ad esequie compiute. Dopo una piccola cerimonia tenutasi nella Chiesa di Sant'Antonio Abate di Lonato, la salma fu trasportata nel Cimitero Vantiniano di Brescia dove, dal 1951, trova collocazione la stele funeraria progettata dall'amico Ingegnere Egidio Dabbeni (1873 - 1964), per la quale lo scultore Angelo Righetti (1900 - 1972) eseguì il ritratto marmoreo del senatore bresciano.
Il Senatore nominò esecutore testamentario l'Ingegnere Mario Spada che assunse sin dal 1941 l'incarico di Commissario Prefettizio dell'istituenda Fondazione Ugo Da Como, Coadiuvato dai Membri designati del Consiglio di Amministrazione, Mario Spada ideò sia lo Statuto che il Regolamento, strumenti attraverso i quali l'Ente ottenne il riconoscimento giuridico con Decreto Regio il 4 maggio 1942.

## Opere
Le opere principali di Ugo Da Como sono datate dopo il ritiro dalla vita pubblica quando, con rinnovato impegno si dedica a studi di grande importanza:
- 1926 “La Repubblica Bresciana” (Bologna, Zanichelli). In questo importante volume Ugo Da Como ricostruisce gli episodi che portarono alla creazione della Repubblica Bresciana, costituita il 18 marzo 1797 quando la città di Brescia si svincolò dal Governo della Repubblica di Venezia. Il 21 novembre 1797 il territorio bresciano fu annesso alla Repubblica Cisalpina.
- 1927 “In brixianam editionem principem librorum de Roma triumphante a Flavio Blondo foroliviensi conscriptorum brevis adnotatio” (Bologna, Zanichelli). Si tratta di un contributo filologico scritto interamente in latino e da conto degli interessi bibliofili che animarono il nostro. Il Da Como era convinto che questo l'incunabolo Roma Triumphans (1482, n. 79) fosse il primo stampato a Brescia. Le verifiche successive di Ugo Baroncelli accertarono che il volume venne invece stampato a Mantova. L'opera è tuttora nella Biblioteca di Lonato.
- 1928 “Umanisti del secolo XVI. Pier Francesco Zini suoi amici e congiunti nei ricordi di Lonato sacro ed ameno recesso su la riviera del Benaco” (Bologna, Zanichelli). È uno studio molto interessante che ricostruisce il clima umanistico di Lonato nel Cinquecento. Lo Zini era un arciprete che ebbe il merito di creare a Lonato un centro culturale. Il volume è dedicato all'amico collezionista Giangiacomo Morando Attendolo Bolognini.
- 1929 “Pagine eterne e massime immortali” (sulla Nuova Antologia). È un contributo in cui Ugo Da Como dà notizia della sua raccolta senecana, sofferamandosi sul conforto che la lettura dei classici è in grado di infondere.
- 1930 “Girolamo Muziano 1528-1592. Note e documenti” (Bergamo, Istituto delle Arti Grafiche). Questa monografia è ancora oggi un basilare strumento per chi studia il pittore Girolamo Muziano. Ugo Da Como non compie un'analisi stilistica sull'arte di questo bresciano, ma raccoglie con grande attenzione e acribia numerosissimi documenti inediti di grande utilità per la conoscenza del pittore.
- 1930 “Una dedica di Ugo Foscolo” (sul Marzocco). In questa occasione il Da Como ritorna a rendere pubblica l'esistenza di alcuni autografi foscoliani di sua proprietà. Tra questi la prima edizione dei Sepolcri con dedica di Ugo Foscolo a Marzia Mertinengo, proveniente dalla Biblioteca lonatese di Jacopo Cerutti.
- 1934-1940 “I Comizi nazionali in Lione per la costituzione della Repubblica Italiana” (Bologna, Zanichelli). Si tratta senz'altro dell'opera più importante del Da Como ed è composta da cinque volumi. L'incarico gli venne affidato dall'Accademia dei Lincei. Nei volumi sono raccolti numerosissimi documenti e testimonianze inerenti alla discussione e l'approvazione della Repubblica Cisalpina. I 450 deputati italiani vennero convocati da Napoleone Bonaparte dal dicembre del 1801 e il 25 gennaio 1802 questi divenne presidente della Repubblica Italiana.